# نايجل بولتن
نايجل بولتن (بالإنجليزية: Nigel Boulton)‏ هو مدرب كرة قدم ولاعب كرة قدم بريطاني، ولد في 23 أغسطس 1953 في كارديف في المملكة المتحدة.